# Liste des planètes mineures (251001-252000)
Voici la liste des planètes mineures numérotées de 251001 à 252000. Les planètes mineures sont numérotées lorsque leur orbite est confirmée, ce qui peut parfois se produire longtemps après leur découverte. Elles sont classées ici par leur numéro et donc approximativement par leur date de découverte.

## Planètes mineures 251001 à 252000

### 251001-251100
| Nom                | Désignation provisoire | Date de la découverte | Découvreur                        |
| ------------------ | ---------------------- | --------------------- | --------------------------------- |
| (251001) Sluch     | 2006 OM14              | 28 juillet 2006       | Andrushivka                       |
| 251002             | 2006 OP21              | 21 juillet 2006       | Mt. Lemmon Survey                 |
| 251003             | 2006 PB                | 1er août 2006         | Ferrando, R.                      |
| 251004             | 2006 PO3               | 12 août 2006          | NEAT                              |
| 251005             | 2006 PP4               | 13 août 2006          | NEAT                              |
| 251006             | 2006 PO12              | 13 août 2006          | NEAT                              |
| 251007             | 2006 PX15              | 15 août 2006          | NEAT                              |
| 251008             | 2006 PN25              | 13 août 2006          | NEAT                              |
| 251009             | 2006 PF29              | 12 août 2006          | NEAT                              |
| 251010             | 2006 PU31              | 14 août 2006          | Siding Spring Survey              |
| 251011             | 2006 PP32              | 15 août 2006          | NEAT                              |
| 251012             | 2006 PE38              | 14 août 2006          | NEAT                              |
| 251013             | 2006 PF41              | 14 août 2006          | NEAT                              |
| 251014             | 2006 QR4               | 18 août 2006          | Sarneczky, K., Kuli, Z.           |
| 251015             | 2006 QA6               | 19 août 2006          | Sarneczky, K., Kuli, Z.           |
| 251016             | 2006 QA30              | 19 août 2006          | NEAT                              |
| 251017             | 2006 QJ30              | 20 août 2006          | NEAT                              |
| (251018) Liubirena | 2006 QC31              | 16 août 2006          | Andrushivka                       |
| 251019             | 2006 QV31              | 18 août 2006          | LINEAR                            |
| 251020             | 2006 QV34              | 17 août 2006          | NEAT                              |
| 251021             | 2006 QQ36              | 16 août 2006          | Siding Spring Survey              |
| 251022             | 2006 QN39              | 19 août 2006          | LONEOS                            |
| 251023             | 2006 QE46              | 20 août 2006          | NEAT                              |
| 251024             | 2006 QE51              | 23 août 2006          | NEAT                              |
| 251025             | 2006 QC60              | 20 août 2006          | NEAT                              |
| 251026             | 2006 QG60              | 20 août 2006          | NEAT                              |
| 251027             | 2006 QH61              | 21 août 2006          | LINEAR                            |
| 251028             | 2006 QO79              | 24 août 2006          | LINEAR                            |
| 251029             | 2006 QH94              | 16 août 2006          | NEAT                              |
| 251030             | 2006 QV96              | 16 août 2006          | NEAT                              |
| 251031             | 2006 QB97              | 19 août 2006          | NEAT                              |
| 251032             | 2006 QU100             | 25 août 2006          | LINEAR                            |
| 251033             | 2006 QY123             | 29 août 2006          | CSS                               |
| 251034             | 2006 QY126             | 16 août 2006          | NEAT                              |
| 251035             | 2006 QS138             | 16 août 2006          | NEAT                              |
| 251036             | 2006 QC139             | 17 août 2006          | NEAT                              |
| 251037             | 2006 QX139             | 18 août 2006          | NEAT                              |
| 251038             | 2006 QK166             | 29 août 2006          | LONEOS                            |
| 251039             | 2006 QX166             | 29 août 2006          | CSS                               |
| 251040             | 2006 RN3               | 11 septembre 2006     | CSS                               |
| 251041             | 2006 RM15              | 14 septembre 2006     | NEAT                              |
| 251042             | 2006 RY16              | 14 septembre 2006     | NEAT                              |
| 251043             | 2006 RS17              | 14 septembre 2006     | NEAT                              |
| 251044             | 2006 RY18              | 14 septembre 2006     | NEAT                              |
| 251045             | 2006 RC21              | 15 septembre 2006     | Spacewatch                        |
| 251046             | 2006 RT44              | 14 septembre 2006     | Spacewatch                        |
| 251047             | 2006 RO52              | 14 septembre 2006     | Spacewatch                        |
| 251048             | 2006 RB54              | 14 septembre 2006     | Spacewatch                        |
| 251049             | 2006 RL55              | 14 septembre 2006     | Spacewatch                        |
| 251050             | 2006 RM58              | 15 septembre 2006     | Spacewatch                        |
| 251051             | 2006 RZ59              | 15 septembre 2006     | Spacewatch                        |
| 251052             | 2006 RV60              | 14 septembre 2006     | NEAT                              |
| 251053             | 2006 RM62              | 12 septembre 2006     | CSS                               |
| 251054             | 2006 RV74              | 15 septembre 2006     | Spacewatch                        |
| 251055             | 2006 RH87              | 15 septembre 2006     | Spacewatch                        |
| 251056             | 2006 RJ94              | 15 septembre 2006     | Spacewatch                        |
| 251057             | 2006 RD95              | 15 septembre 2006     | Spacewatch                        |
| 251058             | 2006 SU                | 16 septembre 2006     | Tucker, R. A.                     |
| 251059             | 2006 SP4               | 16 septembre 2006     | CSS                               |
| 251060             | 2006 SU5               | 16 septembre 2006     | LONEOS                            |
| 251061             | 2006 SJ14              | 17 septembre 2006     | CSS                               |
| 251062             | 2006 SK18              | 17 septembre 2006     | Spacewatch                        |
| 251063             | 2006 ST22              | 17 septembre 2006     | LONEOS                            |
| 251064             | 2006 SK23              | 17 septembre 2006     | LONEOS                            |
| 251065             | 2006 SW25              | 16 septembre 2006     | CSS                               |
| 251066             | 2006 SG26              | 16 septembre 2006     | CSS                               |
| 251067             | 2006 ST34              | 17 septembre 2006     | CSS                               |
| 251068             | 2006 SN35              | 17 septembre 2006     | Spacewatch                        |
| 251069             | 2006 SB37              | 17 septembre 2006     | Spacewatch                        |
| 251070             | 2006 SV40              | 18 septembre 2006     | CSS                               |
| 251071             | 2006 SH46              | 18 septembre 2006     | Spacewatch                        |
| 251072             | 2006 SU48              | 17 septembre 2006     | LONEOS                            |
| 251073             | 2006 SM57              | 19 septembre 2006     | Astronomical Research Observatory |
| 251074             | 2006 SN57              | 19 septembre 2006     | Spacewatch                        |
| 251075             | 2006 SP71              | 19 septembre 2006     | Spacewatch                        |
| 251076             | 2006 SH76              | 19 septembre 2006     | Spacewatch                        |
| 251077             | 2006 SX78              | 16 septembre 2006     | CSS                               |
| 251078             | 2006 SL79              | 17 septembre 2006     | CSS                               |
| 251079             | 2006 SC81              | 18 septembre 2006     | Spacewatch                        |
| 251080             | 2006 ST85              | 18 septembre 2006     | Spacewatch                        |
| 251081             | 2006 SZ90              | 18 septembre 2006     | Spacewatch                        |
| 251082             | 2006 SW93              | 18 septembre 2006     | Spacewatch                        |
| 251083             | 2006 SM104             | 19 septembre 2006     | Spacewatch                        |
| 251084             | 2006 SR105             | 19 septembre 2006     | Spacewatch                        |
| 251085             | 2006 SY108             | 19 septembre 2006     | Spacewatch                        |
| 251086             | 2006 SE113             | 23 septembre 2006     | Spacewatch                        |
| 251087             | 2006 SS123             | 19 septembre 2006     | LONEOS                            |
| 251088             | 2006 SM126             | 21 septembre 2006     | LONEOS                            |
| 251089             | 2006 SR139             | 22 septembre 2006     | LINEAR                            |
| 251090             | 2006 SM144             | 19 septembre 2006     | Spacewatch                        |
| 251091             | 2006 SY171             | 25 septembre 2006     | Spacewatch                        |
| 251092             | 2006 SW197             | 27 septembre 2006     | OAM                               |
| 251093             | 2006 SE200             | 24 septembre 2006     | Spacewatch                        |
| 251094             | 2006 SC201             | 24 septembre 2006     | Spacewatch                        |
| 251095             | 2006 SK211             | 26 septembre 2006     | CSS                               |
| 251096             | 2006 SO223             | 25 septembre 2006     | Spacewatch                        |
| 251097             | 2006 SC224             | 25 septembre 2006     | Mt. Lemmon Survey                 |
| 251098             | 2006 SE256             | 26 septembre 2006     | Spacewatch                        |
| 251099             | 2006 SF268             | 26 septembre 2006     | Spacewatch                        |
| 251100             | 2006 SU269             | 26 septembre 2006     | Mt. Lemmon Survey                 |

### 251101-251200
| Nom    | Désignation provisoire | Date de la découverte | Découvreur                        |
| ------ | ---------------------- | --------------------- | --------------------------------- |
| 251101 | 2006 SQ280             | 29 septembre 2006     | LONEOS                            |
| 251102 | 2006 SZ280             | 29 septembre 2006     | LONEOS                            |
| 251103 | 2006 SO282             | 25 septembre 2006     | LINEAR                            |
| 251104 | 2006 SN283             | 26 septembre 2006     | LINEAR                            |
| 251105 | 2006 SJ284             | 27 septembre 2006     | CSS                               |
| 251106 | 2006 SW290             | 25 septembre 2006     | Spacewatch                        |
| 251107 | 2006 SA295             | 25 septembre 2006     | Spacewatch                        |
| 251108 | 2006 SJ295             | 25 septembre 2006     | Spacewatch                        |
| 251109 | 2006 SN296             | 25 septembre 2006     | Spacewatch                        |
| 251110 | 2006 SL297             | 25 septembre 2006     | Mt. Lemmon Survey                 |
| 251111 | 2006 SM309             | 27 septembre 2006     | Spacewatch                        |
| 251112 | 2006 SP322             | 27 septembre 2006     | Spacewatch                        |
| 251113 | 2006 SX331             | 28 septembre 2006     | Mt. Lemmon Survey                 |
| 251114 | 2006 SO332             | 28 septembre 2006     | Mt. Lemmon Survey                 |
| 251115 | 2006 SW332             | 28 septembre 2006     | Spacewatch                        |
| 251116 | 2006 SK336             | 28 septembre 2006     | Spacewatch                        |
| 251117 | 2006 SB354             | 30 septembre 2006     | CSS                               |
| 251118 | 2006 SB356             | 30 septembre 2006     | CSS                               |
| 251119 | 2006 SD356             | 30 septembre 2006     | CSS                               |
| 251120 | 2006 SH357             | 30 septembre 2006     | CSS                               |
| 251121 | 2006 SM359             | 30 septembre 2006     | CSS                               |
| 251122 | 2006 SE360             | 30 septembre 2006     | Spacewatch                        |
| 251123 | 2006 SD363             | 30 septembre 2006     | CSS                               |
| 251124 | 2006 SO364             | 28 septembre 2006     | Mt. Lemmon Survey                 |
| 251125 | 2006 SM375             | 17 septembre 2006     | Becker, A. C.                     |
| 251126 | 2006 SC393             | 28 septembre 2006     | CSS                               |
| 251127 | 2006 SB398             | 27 septembre 2006     | Mt. Lemmon Survey                 |
| 251128 | 2006 SE400             | 19 septembre 2006     | Spacewatch                        |
| 251129 | 2006 SW413             | 25 septembre 2006     | CSS                               |
| 251130 | 2006 TQ                | 1er octobre 2006      | Lin, C.-S., Ye, Q.-Z.             |
| 251131 | 2006 TA4               | 2 octobre 2006        | Mt. Lemmon Survey                 |
| 251132 | 2006 TG20              | 11 octobre 2006       | Spacewatch                        |
| 251133 | 2006 TJ20              | 11 octobre 2006       | Spacewatch                        |
| 251134 | 2006 TV21              | 11 octobre 2006       | Spacewatch                        |
| 251135 | 2006 TC25              | 12 octobre 2006       | Spacewatch                        |
| 251136 | 2006 TO34              | 12 octobre 2006       | Spacewatch                        |
| 251137 | 2006 TO37              | 12 octobre 2006       | Spacewatch                        |
| 251138 | 2006 TV37              | 12 octobre 2006       | Spacewatch                        |
| 251139 | 2006 TZ37              | 12 octobre 2006       | Spacewatch                        |
| 251140 | 2006 TK45              | 12 octobre 2006       | Spacewatch                        |
| 251141 | 2006 TN45              | 12 octobre 2006       | Spacewatch                        |
| 251142 | 2006 TB46              | 12 octobre 2006       | Spacewatch                        |
| 251143 | 2006 TR46              | 12 octobre 2006       | Spacewatch                        |
| 251144 | 2006 TZ46              | 12 octobre 2006       | Spacewatch                        |
| 251145 | 2006 TV48              | 12 octobre 2006       | Spacewatch                        |
| 251146 | 2006 TO49              | 12 octobre 2006       | NEAT                              |
| 251147 | 2006 TZ51              | 12 octobre 2006       | Spacewatch                        |
| 251148 | 2006 TL56              | 13 octobre 2006       | Spacewatch                        |
| 251149 | 2006 TS56              | 14 octobre 2006       | Astronomical Research Observatory |
| 251150 | 2006 TQ64              | 11 octobre 2006       | Spacewatch                        |
| 251151 | 2006 TS72              | 11 octobre 2006       | NEAT                              |
| 251152 | 2006 TY72              | 11 octobre 2006       | NEAT                              |
| 251153 | 2006 TR73              | 11 octobre 2006       | Spacewatch                        |
| 251154 | 2006 TX73              | 11 octobre 2006       | NEAT                              |
| 251155 | 2006 TG74              | 11 octobre 2006       | NEAT                              |
| 251156 | 2006 TU74              | 11 octobre 2006       | NEAT                              |
| 251157 | 2006 TN75              | 11 octobre 2006       | NEAT                              |
| 251158 | 2006 TK78              | 12 octobre 2006       | NEAT                              |
| 251159 | 2006 TA81              | 13 octobre 2006       | Spacewatch                        |
| 251160 | 2006 TG82              | 13 octobre 2006       | Spacewatch                        |
| 251161 | 2006 TY82              | 13 octobre 2006       | Spacewatch                        |
| 251162 | 2006 TM83              | 13 octobre 2006       | Spacewatch                        |
| 251163 | 2006 TY87              | 13 octobre 2006       | Spacewatch                        |
| 251164 | 2006 TJ97              | 13 octobre 2006       | Spacewatch                        |
| 251165 | 2006 TB106             | 14 octobre 2006       | Lin, C.-S., Ye, Q.-Z.             |
| 251166 | 2006 TW108             | 2 octobre 2006        | Mt. Lemmon Survey                 |
| 251167 | 2006 TJ113             | 1er octobre 2006      | Becker, A. C.                     |
| 251168 | 2006 TO121             | 13 octobre 2006       | Spacewatch                        |
| 251169 | 2006 UF2               | 16 octobre 2006       | Bickel, W.                        |
| 251170 | 2006 UE3               | 16 octobre 2006       | Tucker, R. A.                     |
| 251171 | 2006 UM6               | 16 octobre 2006       | CSS                               |
| 251172 | 2006 UM8               | 16 octobre 2006       | CSS                               |
| 251173 | 2006 UO12              | 17 octobre 2006       | Mt. Lemmon Survey                 |
| 251174 | 2006 UB13              | 17 octobre 2006       | Mt. Lemmon Survey                 |
| 251175 | 2006 UM16              | 17 octobre 2006       | Mt. Lemmon Survey                 |
| 251176 | 2006 UB24              | 16 octobre 2006       | Spacewatch                        |
| 251177 | 2006 UH26              | 16 octobre 2006       | Spacewatch                        |
| 251178 | 2006 UE32              | 16 octobre 2006       | Spacewatch                        |
| 251179 | 2006 UT32              | 16 octobre 2006       | Spacewatch                        |
| 251180 | 2006 UZ37              | 16 octobre 2006       | Spacewatch                        |
| 251181 | 2006 UX58              | 19 octobre 2006       | CSS                               |
| 251182 | 2006 UR60              | 19 octobre 2006       | LINEAR                            |
| 251183 | 2006 UP61              | 19 octobre 2006       | CSS                               |
| 251184 | 2006 UY70              | 16 octobre 2006       | CSS                               |
| 251185 | 2006 UM77              | 17 octobre 2006       | Spacewatch                        |
| 251186 | 2006 UQ79              | 17 octobre 2006       | Spacewatch                        |
| 251187 | 2006 UR80              | 17 octobre 2006       | Mt. Lemmon Survey                 |
| 251188 | 2006 UJ84              | 17 octobre 2006       | Mt. Lemmon Survey                 |
| 251189 | 2006 UA88              | 17 octobre 2006       | Spacewatch                        |
| 251190 | 2006 UF90              | 17 octobre 2006       | Spacewatch                        |
| 251191 | 2006 UK90              | 17 octobre 2006       | Spacewatch                        |
| 251192 | 2006 UT105             | 18 octobre 2006       | Spacewatch                        |
| 251193 | 2006 UO107             | 18 octobre 2006       | Spacewatch                        |
| 251194 | 2006 UB118             | 19 octobre 2006       | Spacewatch                        |
| 251195 | 2006 UH119             | 19 octobre 2006       | Spacewatch                        |
| 251196 | 2006 UY122             | 19 octobre 2006       | Spacewatch                        |
| 251197 | 2006 UR125             | 19 octobre 2006       | Spacewatch                        |
| 251198 | 2006 UM128             | 19 octobre 2006       | Spacewatch                        |
| 251199 | 2006 UT129             | 19 octobre 2006       | Spacewatch                        |
| 251200 | 2006 UZ139             | 19 octobre 2006       | Spacewatch                        |

### 251201-251300
| Nom    | Désignation provisoire | Date de la découverte | Découvreur              |
| ------ | ---------------------- | --------------------- | ----------------------- |
| 251201 | 2006 UT149             | 20 octobre 2006       | CSS                     |
| 251202 | 2006 UW154             | 21 octobre 2006       | Spacewatch              |
| 251203 | 2006 UT157             | 21 octobre 2006       | Mt. Lemmon Survey       |
| 251204 | 2006 UP164             | 21 octobre 2006       | Mt. Lemmon Survey       |
| 251205 | 2006 UX164             | 21 octobre 2006       | Mt. Lemmon Survey       |
| 251206 | 2006 UT174             | 22 octobre 2006       | CSS                     |
| 251207 | 2006 UY178             | 16 octobre 2006       | CSS                     |
| 251208 | 2006 UC179             | 16 octobre 2006       | CSS                     |
| 251209 | 2006 UR183             | 17 octobre 2006       | CSS                     |
| 251210 | 2006 UF184             | 19 octobre 2006       | CSS                     |
| 251211 | 2006 UU184             | 24 octobre 2006       | Endate, K.              |
| 251212 | 2006 UB185             | 23 octobre 2006       | CSS                     |
| 251213 | 2006 UD188             | 19 octobre 2006       | CSS                     |
| 251214 | 2006 UB189             | 19 octobre 2006       | CSS                     |
| 251215 | 2006 UA190             | 19 octobre 2006       | CSS                     |
| 251216 | 2006 UT190             | 19 octobre 2006       | CSS                     |
| 251217 | 2006 UJ192             | 19 octobre 2006       | CSS                     |
| 251218 | 2006 UV201             | 22 octobre 2006       | NEAT                    |
| 251219 | 2006 US202             | 22 octobre 2006       | NEAT                    |
| 251220 | 2006 UN203             | 22 octobre 2006       | NEAT                    |
| 251221 | 2006 UM204             | 22 octobre 2006       | Spacewatch              |
| 251222 | 2006 UL209             | 23 octobre 2006       | Spacewatch              |
| 251223 | 2006 UA211             | 23 octobre 2006       | Spacewatch              |
| 251224 | 2006 UJ218             | 27 octobre 2006       | Nyukasa                 |
| 251225 | 2006 UL220             | 16 octobre 2006       | CSS                     |
| 251226 | 2006 UL229             | 20 octobre 2006       | NEAT                    |
| 251227 | 2006 UT234             | 22 octobre 2006       | Mt. Lemmon Survey       |
| 251228 | 2006 UH241             | 23 octobre 2006       | CSS                     |
| 251229 | 2006 UK269             | 27 octobre 2006       | Mt. Lemmon Survey       |
| 251230 | 2006 UO270             | 27 octobre 2006       | Mt. Lemmon Survey       |
| 251231 | 2006 UD271             | 27 octobre 2006       | Spacewatch              |
| 251232 | 2006 UD272             | 27 octobre 2006       | Mt. Lemmon Survey       |
| 251233 | 2006 UE273             | 27 octobre 2006       | Spacewatch              |
| 251234 | 2006 UR278             | 28 octobre 2006       | Spacewatch              |
| 251235 | 2006 UT281             | 28 octobre 2006       | Mt. Lemmon Survey       |
| 251236 | 2006 UN283             | 28 octobre 2006       | Spacewatch              |
| 251237 | 2006 UR285             | 28 octobre 2006       | Spacewatch              |
| 251238 | 2006 UC286             | 28 octobre 2006       | Spacewatch              |
| 251239 | 2006 UX289             | 31 octobre 2006       | Spacewatch              |
| 251240 | 2006 UM327             | 27 octobre 2006       | CSS                     |
| 251241 | 2006 UP329             | 27 octobre 2006       | CSS                     |
| 251242 | 2006 UE359             | 20 octobre 2006       | Mt. Lemmon Survey       |
| 251243 | 2006 VZ8               | 11 novembre 2006      | Spacewatch              |
| 251244 | 2006 VJ9               | 11 novembre 2006      | CSS                     |
| 251245 | 2006 VS14              | 9 novembre 2006       | Spacewatch              |
| 251246 | 2006 VR29              | 10 novembre 2006      | Spacewatch              |
| 251247 | 2006 VV30              | 10 novembre 2006      | Spacewatch              |
| 251248 | 2006 VN34              | 11 novembre 2006      | CSS                     |
| 251249 | 2006 VX40              | 12 novembre 2006      | Mt. Lemmon Survey       |
| 251250 | 2006 VQ43              | 13 novembre 2006      | Spacewatch              |
| 251251 | 2006 VU48              | 10 novembre 2006      | Spacewatch              |
| 251252 | 2006 VM49              | 10 novembre 2006      | Spacewatch              |
| 251253 | 2006 VG52              | 11 novembre 2006      | Spacewatch              |
| 251254 | 2006 VT86              | 14 novembre 2006      | LINEAR                  |
| 251255 | 2006 VF89              | 14 novembre 2006      | Spacewatch              |
| 251256 | 2006 VE90              | 14 novembre 2006      | CSS                     |
| 251257 | 2006 VT100             | 11 novembre 2006      | CSS                     |
| 251258 | 2006 VC107             | 13 novembre 2006      | Spacewatch              |
| 251259 | 2006 VO109             | 13 novembre 2006      | CSS                     |
| 251260 | 2006 VW112             | 13 novembre 2006      | Spacewatch              |
| 251261 | 2006 VG124             | 14 novembre 2006      | Spacewatch              |
| 251262 | 2006 VL143             | 15 novembre 2006      | Spacewatch              |
| 251263 | 2006 VG168             | 2 novembre 2006       | Mt. Lemmon Survey       |
| 251264 | 2006 WL                | 16 novembre 2006      | Nyukasa                 |
| 251265 | 2006 WE1               | 17 novembre 2006      | Ferrando, R.            |
| 251266 | 2006 WX11              | 16 novembre 2006      | Mt. Lemmon Survey       |
| 251267 | 2006 WW14              | 16 novembre 2006      | CSS                     |
| 251268 | 2006 WL15              | 16 novembre 2006      | Chang, M.-T., Ye, Q.-Z. |
| 251269 | 2006 WV26              | 18 novembre 2006      | LINEAR                  |
| 251270 | 2006 WH32              | 16 novembre 2006      | Spacewatch              |
| 251271 | 2006 WX32              | 16 novembre 2006      | CSS                     |
| 251272 | 2006 WQ39              | 16 novembre 2006      | Spacewatch              |
| 251273 | 2006 WX39              | 16 novembre 2006      | Spacewatch              |
| 251274 | 2006 WY50              | 16 novembre 2006      | Spacewatch              |
| 251275 | 2006 WL53              | 16 novembre 2006      | CSS                     |
| 251276 | 2006 WN60              | 17 novembre 2006      | Spacewatch              |
| 251277 | 2006 WP61              | 17 novembre 2006      | CSS                     |
| 251278 | 2006 WX61              | 17 novembre 2006      | CSS                     |
| 251279 | 2006 WB66              | 17 novembre 2006      | CSS                     |
| 251280 | 2006 WD69              | 17 novembre 2006      | Mt. Lemmon Survey       |
| 251281 | 2006 WF69              | 17 novembre 2006      | Mt. Lemmon Survey       |
| 251282 | 2006 WJ77              | 18 novembre 2006      | Spacewatch              |
| 251283 | 2006 WX87              | 18 novembre 2006      | Mt. Lemmon Survey       |
| 251284 | 2006 WL95              | 19 novembre 2006      | Spacewatch              |
| 251285 | 2006 WE96              | 19 novembre 2006      | CSS                     |
| 251286 | 2006 WE108             | 19 novembre 2006      | LINEAR                  |
| 251287 | 2006 WK116             | 20 novembre 2006      | Mt. Lemmon Survey       |
| 251288 | 2006 WL120             | 21 novembre 2006      | LINEAR                  |
| 251289 | 2006 WY124             | 22 novembre 2006      | LINEAR                  |
| 251290 | 2006 WF148             | 20 novembre 2006      | LINEAR                  |
| 251291 | 2006 WU153             | 22 novembre 2006      | Spacewatch              |
| 251292 | 2006 WD173             | 23 novembre 2006      | Spacewatch              |
| 251293 | 2006 WC188             | 24 novembre 2006      | Spacewatch              |
| 251294 | 2006 WG194             | 27 novembre 2006      | Spacewatch              |
| 251295 | 2006 XE7               | 9 décembre 2006       | Spacewatch              |
| 251296 | 2006 XF8               | 9 décembre 2006       | Spacewatch              |
| 251297 | 2006 XY22              | 12 décembre 2006      | Spacewatch              |
| 251298 | 2006 XY38              | 11 décembre 2006      | Spacewatch              |
| 251299 | 2006 XH41              | 12 décembre 2006      | Mt. Lemmon Survey       |
| 251300 | 2006 XK42              | 12 décembre 2006      | CSS                     |

### 251301-251400
| Nom                      | Désignation provisoire | Date de la découverte | Découvreur           |
| ------------------------ | ---------------------- | --------------------- | -------------------- |
| 251301                   | 2006 XO42              | 12 décembre 2006      | Mt. Lemmon Survey    |
| 251302                   | 2006 XZ50              | 13 décembre 2006      | Mt. Lemmon Survey    |
| 251303                   | 2006 XY53              | 15 décembre 2006      | LINEAR               |
| 251304                   | 2006 XT54              | 15 décembre 2006      | LINEAR               |
| 251305                   | 2006 XD55              | 15 décembre 2006      | LINEAR               |
| 251306                   | 2006 XC59              | 14 décembre 2006      | Spacewatch           |
| 251307                   | 2006 XD62              | 15 décembre 2006      | Spacewatch           |
| 251308                   | 2006 XH64              | 12 décembre 2006      | LINEAR               |
| 251309                   | 2006 YQ6               | 18 décembre 2006      | LINEAR               |
| 251310                   | 2006 YQ9               | 21 décembre 2006      | Spacewatch           |
| 251311                   | 2006 YS14              | 22 décembre 2006      | Crni Vrh             |
| 251312                   | 2006 YV14              | 23 décembre 2006      | Crni Vrh             |
| 251313                   | 2006 YY38              | 21 décembre 2006      | Spacewatch           |
| 251314                   | 2006 YE52              | 22 décembre 2006      | CSS                  |
| 251315                   | 2007 AO19              | 15 janvier 2007       | CSS                  |
| 251316                   | 2007 AG23              | 10 janvier 2007       | Mt. Lemmon Survey    |
| 251317                   | 2007 BV4               | 17 janvier 2007       | NEAT                 |
| 251318                   | 2007 BQ6               | 17 janvier 2007       | Mt. Lemmon Survey    |
| 251319                   | 2007 BA19              | 18 janvier 2007       | NEAT                 |
| 251320                   | 2007 BR25              | 24 janvier 2007       | Mt. Lemmon Survey    |
| 251321                   | 2007 BF38              | 24 janvier 2007       | CSS                  |
| 251322                   | 2007 BG55              | 24 janvier 2007       | LINEAR               |
| 251323                   | 2007 BS68              | 27 janvier 2007       | Mt. Lemmon Survey    |
| 251324                   | 2007 CZ16              | 8 février 2007        | Spacewatch           |
| (251325) Leopoldjosefine | 2007 CX26              | 9 février 2007        | Gierlinger, R.       |
| 251326                   | 2007 CE41              | 7 février 2007        | Spacewatch           |
| 251327                   | 2007 CJ44              | 8 février 2007        | NEAT                 |
| 251328                   | 2007 CM60              | 10 février 2007       | NEAT                 |
| 251329                   | 2007 DD25              | 17 février 2007       | Spacewatch           |
| 251330                   | 2007 DD55              | 21 février 2007       | LINEAR               |
| 251331                   | 2007 DJ83              | 25 février 2007       | Mt. Lemmon Survey    |
| 251332                   | 2007 DY87              | 23 février 2007       | Spacewatch           |
| 251333                   | 2007 DY106             | 17 février 2007       | Spacewatch           |
| 251334                   | 2007 EZ3               | 9 mars 2007           | Spacewatch           |
| 251335                   | 2007 EL4               | 9 mars 2007           | Mt. Lemmon Survey    |
| 251336                   | 2007 EU14              | 9 mars 2007           | Mt. Lemmon Survey    |
| 251337                   | 2007 EZ18              | 10 mars 2007          | Mt. Lemmon Survey    |
| 251338                   | 2007 EM181             | 14 mars 2007          | Spacewatch           |
| 251339                   | 2007 EC202             | 9 mars 2007           | NEAT                 |
| 251340                   | 2007 HJ96              | 19 avril 2007         | Siding Spring Survey |
| 251341                   | 2007 OO9               | 23 juillet 2007       | Crni Vrh             |
| 251342                   | 2007 PF3               | 4 août 2007           | Siding Spring Survey |
| 251343                   | 2007 PL29              | 14 août 2007          | LINEAR               |
| 251344                   | 2007 RW224             | 10 septembre 2007     | Spacewatch           |
| 251345                   | 2007 RH302             | 14 septembre 2007     | Mt. Lemmon Survey    |
| 251346                   | 2007 SJ                | 17 septembre 2007     | LINEAR               |
| 251347                   | 2007 TY12              | 6 octobre 2007        | LINEAR               |
| 251348                   | 2007 TG22              | 8 octobre 2007        | Spacewatch           |
| 251349                   | 2007 TM39              | 6 octobre 2007        | Spacewatch           |
| 251350                   | 2007 TE46              | 7 octobre 2007        | Spacewatch           |
| 251351                   | 2007 TN55              | 4 octobre 2007        | Spacewatch           |
| 251352                   | 2007 TH62              | 7 octobre 2007        | Mt. Lemmon Survey    |
| 251353                   | 2007 TJ114             | 8 octobre 2007        | CSS                  |
| 251354                   | 2007 TY131             | 7 octobre 2007        | Mt. Lemmon Survey    |
| 251355                   | 2007 TR141             | 9 octobre 2007        | Mt. Lemmon Survey    |
| 251356                   | 2007 TM163             | 11 octobre 2007       | LINEAR               |
| 251357                   | 2007 TW168             | 12 octobre 2007       | LINEAR               |
| 251358                   | 2007 TM179             | 7 octobre 2007        | CSS                  |
| 251359                   | 2007 TF212             | 7 octobre 2007        | Spacewatch           |
| 251360                   | 2007 TJ261             | 10 octobre 2007       | Spacewatch           |
| 251361                   | 2007 TH309             | 10 octobre 2007       | Mt. Lemmon Survey    |
| 251362                   | 2007 TU408             | 14 octobre 2007       | CSS                  |
| 251363                   | 2007 TX418             | 9 octobre 2007        | Spacewatch           |
| 251364                   | 2007 TE419             | 10 octobre 2007       | Spacewatch           |
| 251365                   | 2007 TQ447             | 13 octobre 2007       | LINEAR               |
| 251366                   | 2007 TR451             | 9 octobre 2007        | Spacewatch           |
| 251367                   | 2007 UZ35              | 19 octobre 2007       | CSS                  |
| 251368                   | 2007 UO41              | 16 octobre 2007       | Spacewatch           |
| 251369                   | 2007 UA47              | 20 octobre 2007       | CSS                  |
| 251370                   | 2007 UF57              | 30 octobre 2007       | Spacewatch           |
| 251371                   | 2007 UR86              | 30 octobre 2007       | Spacewatch           |
| 251372                   | 2007 UY104             | 30 octobre 2007       | Spacewatch           |
| 251373                   | 2007 VO9               | 2 novembre 2007       | CSS                  |
| 251374                   | 2007 VC15              | 1er novembre 2007     | Spacewatch           |
| 251375                   | 2007 VX54              | 1er novembre 2007     | Spacewatch           |
| 251376                   | 2007 VK55              | 1er novembre 2007     | Spacewatch           |
| 251377                   | 2007 VJ64              | 1er novembre 2007     | Spacewatch           |
| 251378                   | 2007 VF74              | 3 novembre 2007       | Spacewatch           |
| 251379                   | 2007 VZ79              | 3 novembre 2007       | Spacewatch           |
| 251380                   | 2007 VK80              | 3 novembre 2007       | Spacewatch           |
| 251381                   | 2007 VE87              | 2 novembre 2007       | LINEAR               |
| 251382                   | 2007 VB90              | 4 novembre 2007       | LINEAR               |
| 251383                   | 2007 VA96              | 7 novembre 2007       | BATTeRS              |
| 251384                   | 2007 VJ138             | 2 novembre 2007       | Spacewatch           |
| 251385                   | 2007 VJ163             | 5 novembre 2007       | Spacewatch           |
| 251386                   | 2007 VG165             | 5 novembre 2007       | Spacewatch           |
| 251387                   | 2007 VO174             | 3 novembre 2007       | Mt. Lemmon Survey    |
| 251388                   | 2007 VS186             | 12 novembre 2007      | BATTeRS              |
| 251389                   | 2007 VR193             | 4 novembre 2007       | Mt. Lemmon Survey    |
| 251390                   | 2007 VY202             | 8 novembre 2007       | CSS                  |
| 251391                   | 2007 VD209             | 7 novembre 2007       | Spacewatch           |
| 251392                   | 2007 VQ267             | 15 novembre 2007      | OAM                  |
| 251393                   | 2007 VJ330             | 3 novembre 2007       | Mt. Lemmon Survey    |
| 251394                   | 2007 WA39              | 19 novembre 2007      | Spacewatch           |
| 251395                   | 2007 WD44              | 19 novembre 2007      | Mt. Lemmon Survey    |
| 251396                   | 2007 WG60              | 17 novembre 2007      | Spacewatch           |
| 251397                   | 2007 XP22              | 10 décembre 2007      | LINEAR               |
| 251398                   | 2007 XB24              | 14 décembre 2007      | OAM                  |
| 251399                   | 2007 XR33              | 10 décembre 2007      | LINEAR               |
| 251400                   | 2007 XM57              | 4 décembre 2007       | LINEAR               |

### 251401-251500
| Nom                   | Désignation provisoire | Date de la découverte | Découvreur             |
| --------------------- | ---------------------- | --------------------- | ---------------------- |
| 251401                | 2007 YJ7               | 16 décembre 2007      | Spacewatch             |
| 251402                | 2007 YL22              | 16 décembre 2007      | Spacewatch             |
| 251403                | 2007 YA24              | 17 décembre 2007      | Mt. Lemmon Survey      |
| 251404                | 2007 YO31              | 28 décembre 2007      | Spacewatch             |
| 251405                | 2007 YT31              | 28 décembre 2007      | LUSS                   |
| 251406                | 2007 YO63              | 31 décembre 2007      | Spacewatch             |
| 251407                | 2008 AH3               | 8 janvier 2008        | Kugel, F.              |
| 251408                | 2008 AU3               | 4 janvier 2008        | BATTeRS                |
| 251409                | 2008 AF6               | 10 janvier 2008       | Mt. Lemmon Survey      |
| 251410                | 2008 AS10              | 10 janvier 2008       | Mt. Lemmon Survey      |
| 251411                | 2008 AJ18              | 10 janvier 2008       | Mt. Lemmon Survey      |
| 251412                | 2008 AB29              | 11 janvier 2008       | Lowe, A.               |
| 251413                | 2008 AA30              | 8 janvier 2008        | Ries, W.               |
| 251414                | 2008 AV38              | 10 janvier 2008       | CSS                    |
| 251415                | 2008 AT43              | 10 janvier 2008       | Spacewatch             |
| 251416                | 2008 AN50              | 11 janvier 2008       | Spacewatch             |
| 251417                | 2008 AX60              | 11 janvier 2008       | Spacewatch             |
| 251418                | 2008 AP65              | 11 janvier 2008       | Spacewatch             |
| 251419                | 2008 AY74              | 11 janvier 2008       | Spacewatch             |
| 251420                | 2008 AQ79              | 12 janvier 2008       | Spacewatch             |
| 251421                | 2008 AR81              | 13 janvier 2008       | Mt. Lemmon Survey      |
| 251422                | 2008 AE86              | 13 janvier 2008       | Spacewatch             |
| 251423                | 2008 AP96              | 14 janvier 2008       | Spacewatch             |
| 251424                | 2008 AH110             | 15 janvier 2008       | Spacewatch             |
| 251425                | 2008 AZ113             | 10 janvier 2008       | Mt. Lemmon Survey      |
| 251426                | 2008 AM128             | 13 janvier 2008       | Spacewatch             |
| 251427                | 2008 BH15              | 28 janvier 2008       | OAM                    |
| 251428                | 2008 BD16              | 28 janvier 2008       | LUSS                   |
| 251429                | 2008 BV21              | 30 janvier 2008       | Mt. Lemmon Survey      |
| 251430                | 2008 BV32              | 30 janvier 2008       | Spacewatch             |
| 251431                | 2008 BY32              | 30 janvier 2008       | Spacewatch             |
| 251432                | 2008 BG35              | 30 janvier 2008       | Mt. Lemmon Survey      |
| 251433                | 2008 BK36              | 30 janvier 2008       | Spacewatch             |
| 251434                | 2008 BL48              | 18 janvier 2008       | Mt. Lemmon Survey      |
| 251435                | 2008 BO48              | 30 janvier 2008       | Mt. Lemmon Survey      |
| 251436                | 2008 CL8               | 2 février 2008        | Spacewatch             |
| 251437                | 2008 CJ18              | 3 février 2008        | Spacewatch             |
| 251438                | 2008 CE21              | 6 février 2008        | BATTeRS                |
| 251439                | 2008 CE33              | 2 février 2008        | Spacewatch             |
| 251440                | 2008 CR41              | 2 février 2008        | Spacewatch             |
| 251441                | 2008 CK42              | 2 février 2008        | Spacewatch             |
| 251442                | 2008 CW45              | 2 février 2008        | CSS                    |
| 251443                | 2008 CY47              | 3 février 2008        | CSS                    |
| 251444                | 2008 CN60              | 7 février 2008        | Mt. Lemmon Survey      |
| 251445                | 2008 CK68              | 5 février 2008        | OAM                    |
| 251446                | 2008 CO78              | 7 février 2008        | Spacewatch             |
| 251447                | 2008 CF91              | 8 février 2008        | Spacewatch             |
| 251448                | 2008 CC112             | 10 février 2008       | Spacewatch             |
| (251449) Olexakorol'  | 2008 CK117             | 11 février 2008       | Andrushivka            |
| 251450                | 2008 CD120             | 11 février 2008       | Kugel, F.              |
| 251451                | 2008 CR125             | 8 février 2008        | Spacewatch             |
| 251452                | 2008 CW132             | 8 février 2008        | Spacewatch             |
| 251453                | 2008 CA139             | 8 février 2008        | Spacewatch             |
| 251454                | 2008 CB140             | 8 février 2008        | Spacewatch             |
| 251455                | 2008 CM141             | 8 février 2008        | Spacewatch             |
| 251456                | 2008 CS143             | 8 février 2008        | Spacewatch             |
| 251457                | 2008 CT152             | 9 février 2008        | CSS                    |
| 251458                | 2008 CK180             | 9 février 2008        | CSS                    |
| 251459                | 2008 CX180             | 9 février 2008        | CSS                    |
| 251460                | 2008 CV193             | 8 février 2008        | Spacewatch             |
| 251461                | 2008 CZ193             | 9 février 2008        | Spacewatch             |
| 251462                | 2008 CC195             | 13 février 2008       | Spacewatch             |
| 251463                | 2008 CW195             | 3 février 2008        | Spacewatch             |
| 251464                | 2008 CC196             | 8 février 2008        | Mt. Lemmon Survey      |
| 251465                | 2008 CP198             | 12 février 2008       | Spacewatch             |
| 251466                | 2008 CV206             | 10 février 2008       | Mt. Lemmon Survey      |
| 251467                | 2008 CF213             | 9 février 2008        | LINEAR                 |
| 251468                | 2008 DH10              | 26 février 2008       | LONEOS                 |
| 251469                | 2008 DT13              | 26 février 2008       | Mt. Lemmon Survey      |
| 251470                | 2008 DR18              | 26 février 2008       | Spacewatch             |
| 251471                | 2008 DW23              | 26 février 2008       | Mt. Lemmon Survey      |
| 251472                | 2008 DB27              | 29 février 2008       | Spacewatch             |
| 251473                | 2008 DT30              | 27 février 2008       | Spacewatch             |
| 251474                | 2008 DW30              | 27 février 2008       | Spacewatch             |
| 251475                | 2008 DV32              | 27 février 2008       | Spacewatch             |
| 251476                | 2008 DX32              | 27 février 2008       | Spacewatch             |
| 251477                | 2008 DZ52              | 29 février 2008       | Mt. Lemmon Survey      |
| 251478                | 2008 DB55              | 26 février 2008       | Spacewatch             |
| 251479                | 2008 DG57              | 28 février 2008       | CSS                    |
| 251480                | 2008 DT57              | 28 février 2008       | CSS                    |
| 251481                | 2008 DC59              | 27 février 2008       | Spacewatch             |
| 251482                | 2008 DF76              | 28 février 2008       | Mt. Lemmon Survey      |
| 251483                | 2008 DR80              | 18 février 2008       | Mt. Lemmon Survey      |
| 251484                | 2008 DC84              | 18 février 2008       | Mt. Lemmon Survey      |
| (251485) Bois-d'Amont | 2008 ED7               | 2 mars 2008           | Kocher, P.             |
| 251486                | 2008 EG7               | 2 mars 2008           | CSS                    |
| 251487                | 2008 EY7               | 3 mars 2008           | OAM                    |
| 251488                | 2008 EZ14              | 1er mars 2008         | Spacewatch             |
| 251489                | 2008 EA27              | 4 mars 2008           | Mt. Lemmon Survey      |
| 251490                | 2008 EU35              | 3 mars 2008           | Spacewatch             |
| 251491                | 2008 EZ35              | 3 mars 2008           | CSS                    |
| 251492                | 2008 ET36              | 3 mars 2008           | PMO NEO Survey Program |
| 251493                | 2008 EG42              | 4 mars 2008           | Mt. Lemmon Survey      |
| 251494                | 2008 EU49              | 6 mars 2008           | Spacewatch             |
| 251495                | 2008 ED71              | 6 mars 2008           | Mt. Lemmon Survey      |
| 251496                | 2008 EG79              | 8 mars 2008           | CSS                    |
| 251497                | 2008 EK97              | 8 mars 2008           | Mt. Lemmon Survey      |
| 251498                | 2008 EQ108             | 7 mars 2008           | Mt. Lemmon Survey      |
| 251499                | 2008 EC109             | 7 mars 2008           | Mt. Lemmon Survey      |
| 251500                | 2008 EA116             | 8 mars 2008           | Mt. Lemmon Survey      |

### 251501-251600
| Nom                    | Désignation provisoire | Date de la découverte | Découvreur             |
| ---------------------- | ---------------------- | --------------------- | ---------------------- |
| 251501                 | 2008 EU125             | 10 mars 2008          | Spacewatch             |
| 251502                 | 2008 EU128             | 11 mars 2008          | Spacewatch             |
| 251503                 | 2008 EC129             | 11 mars 2008          | Spacewatch             |
| 251504                 | 2008 EC146             | 14 mars 2008          | PMO NEO Survey Program |
| 251505                 | 2008 EQ151             | 8 mars 2008           | Mt. Lemmon Survey      |
| 251506                 | 2008 FB2               | 25 mars 2008          | Spacewatch             |
| 251507                 | 2008 FJ3               | 25 mars 2008          | Spacewatch             |
| 251508                 | 2008 FD8               | 25 mars 2008          | Spacewatch             |
| 251509                 | 2008 FY13              | 26 mars 2008          | Mt. Lemmon Survey      |
| 251510                 | 2008 FZ32              | 28 mars 2008          | Mt. Lemmon Survey      |
| 251511                 | 2008 FQ41              | 28 mars 2008          | Mt. Lemmon Survey      |
| 251512                 | 2008 FK58              | 28 mars 2008          | Mt. Lemmon Survey      |
| 251513                 | 2008 FY61              | 25 mars 2008          | Spacewatch             |
| 251514                 | 2008 FH68              | 28 mars 2008          | Mt. Lemmon Survey      |
| 251515                 | 2008 FJ78              | 27 mars 2008          | Mt. Lemmon Survey      |
| 251516                 | 2008 FJ81              | 27 mars 2008          | Mt. Lemmon Survey      |
| 251517                 | 2008 FZ117             | 31 mars 2008          | Spacewatch             |
| 251518                 | 2008 FW118             | 31 mars 2008          | Mt. Lemmon Survey      |
| 251519                 | 2008 FY123             | 29 mars 2008          | CSS                    |
| 251520                 | 2008 FB131             | 29 mars 2008          | Spacewatch             |
| 251521                 | 2008 GO3               | 6 avril 2008          | Sheridan, E.           |
| 251522                 | 2008 GZ33              | 3 avril 2008          | Mt. Lemmon Survey      |
| 251523                 | 2008 GA49              | 5 avril 2008          | Spacewatch             |
| 251524                 | 2008 GU50              | 5 avril 2008          | Mt. Lemmon Survey      |
| 251525                 | 2008 GX60              | 5 avril 2008          | CSS                    |
| 251526                 | 2008 GX98              | 9 avril 2008          | Spacewatch             |
| 251527                 | 2008 GV137             | 8 avril 2008          | Spacewatch             |
| 251528                 | 2008 GU141             | 14 avril 2008         | Mt. Lemmon Survey      |
| 251529                 | 2008 HR1               | 24 avril 2008         | Spacewatch             |
| 251530                 | 2008 HT16              | 25 avril 2008         | Mt. Lemmon Survey      |
| 251531                 | 2008 HA28              | 28 avril 2008         | Spacewatch             |
| 251532                 | 2008 HE30              | 29 avril 2008         | Spacewatch             |
| 251533                 | 2008 JQ17              | 4 mai 2008            | Spacewatch             |
| 251534                 | 2008 KK4               | 27 mai 2008           | Spacewatch             |
| 251535                 | 2008 KK8               | 27 mai 2008           | Spacewatch             |
| 251536                 | 2008 SK257             | 22 septembre 2008     | Spacewatch             |
| 251537                 | 2008 UE5               | 26 octobre 2008       | CSS                    |
| 251538                 | 2008 WZ128             | 21 novembre 2008      | Mt. Lemmon Survey      |
| 251539                 | 2008 XQ43              | 2 décembre 2008       | Spacewatch             |
| 251540                 | 2008 YF1               | 19 décembre 2008      | OAM                    |
| 251541                 | 2008 YG172             | 29 décembre 2008      | Mt. Lemmon Survey      |
| 251542                 | 2009 AB47              | 7 janvier 2009        | Spacewatch             |
| 251543                 | 2009 BM62              | 18 janvier 2009       | PMO NEO Survey Program |
| 251544                 | 2009 BA70              | 25 janvier 2009       | CSS                    |
| 251545                 | 2009 BK97              | 25 janvier 2009       | Spacewatch             |
| 251546                 | 2009 BR147             | 30 janvier 2009       | Mt. Lemmon Survey      |
| 251547                 | 2009 BA150             | 31 janvier 2009       | Spacewatch             |
| 251548                 | 2009 BO177             | 30 janvier 2009       | Mt. Lemmon Survey      |
| 251549                 | 2009 CE23              | 1er février 2009      | Spacewatch             |
| 251550                 | 2009 CP30              | 1er février 2009      | Spacewatch             |
| 251551                 | 2009 CJ31              | 1er février 2009      | Spacewatch             |
| 251552                 | 2009 CO44              | 14 février 2009       | Spacewatch             |
| 251553                 | 2009 CC50              | 14 février 2009       | OAM                    |
| 251554                 | 2009 CX58              | 4 février 2009        | Mt. Lemmon Survey      |
| 251555                 | 2009 CF64              | 2 février 2009        | Spacewatch             |
| 251556                 | 2009 DY14              | 20 février 2009       | Calvin College         |
| 251557                 | 2009 DJ15              | 16 février 2009       | OAM                    |
| 251558                 | 2009 DD18              | 19 février 2009       | Spacewatch             |
| 251559                 | 2009 DV45              | 23 février 2009       | LINEAR                 |
| 251560                 | 2009 DY60              | 22 février 2009       | Spacewatch             |
| 251561                 | 2009 DV63              | 22 février 2009       | Spacewatch             |
| 251562                 | 2009 DQ71              | 19 février 2009       | OAM                    |
| 251563                 | 2009 DN91              | 27 février 2009       | Spacewatch             |
| 251564                 | 2009 DP120             | 27 février 2009       | Spacewatch             |
| 251565                 | 2009 DQ130             | 27 février 2009       | Spacewatch             |
| 251566                 | 2009 DL141             | 20 février 2009       | Spacewatch             |
| 251567                 | 2009 DQ141             | 26 février 2009       | Spacewatch             |
| 251568                 | 2009 EL15              | 15 mars 2009          | Spacewatch             |
| 251569                 | 2009 EB18              | 15 mars 2009          | Spacewatch             |
| 251570                 | 2009 ES22              | 3 mars 2009           | Spacewatch             |
| 251571                 | 2009 ES26              | 2 mars 2009           | Mt. Lemmon Survey      |
| 251572                 | 2009 FN1               | 16 mars 2009          | OAM                    |
| 251573                 | 2009 FA8               | 16 mars 2009          | Spacewatch             |
| 251574                 | 2009 FN18              | 19 mars 2009          | OAM                    |
| 251575                 | 2009 FE25              | 23 mars 2009          | OAM                    |
| 251576                 | 2009 FB27              | 19 mars 2009          | Mt. Lemmon Survey      |
| 251577                 | 2009 FQ44              | 21 mars 2009          | OAM                    |
| 251578                 | 2009 FX45              | 27 mars 2009          | Spacewatch             |
| 251579                 | 2009 FZ47              | 19 mars 2009          | CSS                    |
| 251580                 | 2009 FC50              | 27 mars 2009          | CSS                    |
| 251581                 | 2009 FJ61              | 16 mars 2009          | CSS                    |
| 251582                 | 2009 FL68              | 19 mars 2009          | CSS                    |
| 251583                 | 2009 FZ68              | 16 mars 2009          | Spacewatch             |
| 251584                 | 2009 FP70              | 21 mars 2009          | Spacewatch             |
| 251585                 | 2009 FM71              | 31 mars 2009          | Mt. Lemmon Survey      |
| 251586                 | 2009 FC75              | 16 mars 2009          | CSS                    |
| 251587                 | 2009 FU75              | 21 mars 2009          | Mt. Lemmon Survey      |
| 251588                 | 2009 FE76              | 24 mars 2009          | Spacewatch             |
| 251589                 | 2009 HW1               | 17 avril 2009         | CSS                    |
| 251590                 | 2009 HT6               | 17 avril 2009         | Spacewatch             |
| 251591                 | 2009 HQ10              | 18 avril 2009         | Mt. Lemmon Survey      |
| 251592                 | 2009 HK12              | 18 avril 2009         | Sarneczky, K.          |
| 251593                 | 2009 HC25              | 17 avril 2009         | Spacewatch             |
| 251594                 | 2009 HY26              | 18 avril 2009         | Spacewatch             |
| (251595) Rudolfböttger | 2009 HA36              | 20 avril 2009         | Karge, S., Kling, R.   |
| 251596                 | 2009 HV38              | 18 avril 2009         | Spacewatch             |
| 251597                 | 2009 HP39              | 18 avril 2009         | Mt. Lemmon Survey      |
| 251598                 | 2009 HA40              | 20 avril 2009         | Spacewatch             |
| 251599                 | 2009 HE64              | 22 avril 2009         | Mt. Lemmon Survey      |
| 251600                 | 2009 HQ69              | 22 avril 2009         | Mt. Lemmon Survey      |

### 251601-251700
| Nom                       | Désignation provisoire | Date de la découverte | Découvreur                                                |
| ------------------------- | ---------------------- | --------------------- | --------------------------------------------------------- |
| 251601                    | 2009 HR75              | 28 avril 2009         | Spacewatch                                                |
| 251602                    | 2009 HS82              | 24 avril 2009         | Mt. Lemmon Survey                                         |
| 251603                    | 2009 HO83              | 27 avril 2009         | Spacewatch                                                |
| 251604                    | 2009 HN89              | 29 avril 2009         | OAM                                                       |
| 251605                    | 2009 HB90              | 18 avril 2009         | Mt. Lemmon Survey                                         |
| 251606                    | 2009 HA91              | 21 avril 2009         | OAM                                                       |
| 251607                    | 2009 HP94              | 28 avril 2009         | Cerro Burek                                               |
| 251608                    | 2009 HH98              | 20 avril 2009         | Spacewatch                                                |
| 251609                    | 2009 HJ99              | 20 avril 2009         | Spacewatch                                                |
| 251610                    | 2009 HL101             | 23 avril 2009         | Spacewatch                                                |
| 251611                    | 2009 HQ101             | 20 avril 2009         | Mt. Lemmon Survey                                         |
| 251612                    | 2009 HZ101             | 19 avril 2009         | Spacewatch                                                |
| 251613                    | 2009 HH105             | 21 avril 2009         | Spacewatch                                                |
| 251614                    | 2009 JE7               | 13 mai 2009           | Spacewatch                                                |
| 251615                    | 2009 JA8               | 13 mai 2009           | Spacewatch                                                |
| 251616                    | 2009 JY16              | 13 mai 2009           | Spacewatch                                                |
| 251617                    | 2009 JG18              | 5 mai 2009            | Spacewatch                                                |
| 251618                    | 2009 KE15              | 26 mai 2009           | CSS                                                       |
| (251619) Ravenna          | 2009 LS2               | 13 juin 2009          | Tozzi, F.                                                 |
| 251620                    | 2009 MH                | 16 juin 2009          | Spacewatch                                                |
| (251621) Lüthen           | 2009 RR2               | 10 septembre 2009     | Busch, M., Kresken, R.                                    |
| 251622                    | 2009 UK133             | 21 octobre 2009       | Mt. Lemmon Survey                                         |
| 251623                    | 2009 VE41              | 9 novembre 2009       | CSS                                                       |
| 251624                    | 2009 XP22              | 15 décembre 2009      | Mt. Lemmon Survey                                         |
| (251625) Timconrow        | 2010 DD21              | 17 février 2010       | WISE                                                      |
| 251626                    | 2010 FM53              | 22 mars 2010          | ESA OGS                                                   |
| (251627) Joyceearl        | 2010 JV16              | 2 mai 2010            | WISE                                                      |
| 251628                    | 2010 JK105             | 12 mai 2010           | WISE                                                      |
| 251629                    | 2010 JR125             | 12 mai 2010           | WISE                                                      |
| 251630                    | 2010 JK130             | 13 mai 2010           | WISE                                                      |
| 251631                    | 2010 KV18              | 17 mai 2010           | WISE                                                      |
| 251632                    | 2010 KZ29              | 18 mai 2010           | WISE                                                      |
| 251633                    | 2010 KP45              | 21 mai 2010           | WISE                                                      |
| 251634                    | 2010 KR49              | 22 mai 2010           | WISE                                                      |
| 251635                    | 2010 KX63              | 23 mai 2010           | WISE                                                      |
| 251636                    | 2010 KH65              | 24 mai 2010           | WISE                                                      |
| 251637                    | 2010 KN68              | 24 mai 2010           | WISE                                                      |
| 251638                    | 2010 KD83              | 26 mai 2010           | WISE                                                      |
| 251639                    | 2010 KX87              | 26 mai 2010           | WISE                                                      |
| 251640                    | 2010 KH116             | 30 mai 2010           | WISE                                                      |
| 251641                    | 2010 LX79              | 10 juin 2010          | WISE                                                      |
| (251642) Leonardodicaprio | 2010 LC97              | 13 juin 2010          | WISE                                                      |
| 251643                    | 2010 LA135             | 10 juin 2010          | Mt. Lemmon Survey                                         |
| 251644                    | 2010 MF4               | 19 juin 2010          | Mt. Lemmon Survey                                         |
| 251645                    | 2010 NZ4               | 6 juillet 2010        | Spacewatch                                                |
| 251646                    | 2010 OZ126             | 20 juillet 2010       | OAM                                                       |
| 251647                    | 2834 P-L               | 24 septembre 1960     | van Houten, C. J., van Houten-Groeneveld, I., Gehrels, T. |
| 251648                    | 4277 P-L               | 24 septembre 1960     | van Houten, C. J., van Houten-Groeneveld, I., Gehrels, T. |
| 251649                    | 1208 T-2               | 29 septembre 1973     | van Houten, C. J., van Houten-Groeneveld, I., Gehrels, T. |
| 251650                    | 2197 T-3               | 16 octobre 1977       | van Houten, C. J., van Houten-Groeneveld, I., Gehrels, T. |
| 251651                    | 2336 T-3               | 16 octobre 1977       | van Houten, C. J., van Houten-Groeneveld, I., Gehrels, T. |
| 251652                    | 1981 EX45              | 1er mars 1981         | Bus, S. J.                                                |
| 251653                    | 1991 TH15              | 6 octobre 1991        | Lowe, A.                                                  |
| 251654                    | 1993 RB15              | 15 septembre 1993     | Birkle, K., Boehnhardt, H.                                |
| 251655                    | 1993 TH11              | 15 octobre 1993       | Spacewatch                                                |
| 251656                    | 1993 UW7               | 20 octobre 1993       | Elst, E. W.                                               |
| 251657                    | 1994 AH8               | 8 janvier 1994        | Spacewatch                                                |
| 251658                    | 1994 GZ1               | 3 avril 1994          | Spacewatch                                                |
| 251659                    | 1994 JU6               | 4 mai 1994            | Spacewatch                                                |
| 251660                    | 1994 RZ8               | 12 septembre 1994     | Spacewatch                                                |
| 251661                    | 1994 SY2               | 28 septembre 1994     | Spacewatch                                                |
| 251662                    | 1994 SK5               | 28 septembre 1994     | Spacewatch                                                |
| 251663                    | 1994 SP11              | 29 septembre 1994     | Spacewatch                                                |
| 251664                    | 1994 UG9               | 28 octobre 1994       | Spacewatch                                                |
| 251665                    | 1994 YZ3               | 31 décembre 1994      | Spacewatch                                                |
| 251666                    | 1995 BW10              | 29 janvier 1995       | Spacewatch                                                |
| 251667                    | 1995 FL1               | 23 mars 1995          | Spacewatch                                                |
| 251668                    | 1995 FO4               | 23 mars 1995          | Spacewatch                                                |
| 251669                    | 1995 FU7               | 25 mars 1995          | Spacewatch                                                |
| 251670                    | 1995 QQ14              | 27 août 1995          | Spacewatch                                                |
| 251671                    | 1995 SJ11              | 17 septembre 1995     | Spacewatch                                                |
| 251672                    | 1995 SG13              | 18 septembre 1995     | Spacewatch                                                |
| 251673                    | 1995 SY18              | 18 septembre 1995     | Spacewatch                                                |
| 251674                    | 1995 SP22              | 19 septembre 1995     | Spacewatch                                                |
| 251675                    | 1995 SL23              | 19 septembre 1995     | Spacewatch                                                |
| 251676                    | 1995 SA32              | 21 septembre 1995     | Spacewatch                                                |
| 251677                    | 1995 SU38              | 24 septembre 1995     | Spacewatch                                                |
| 251678                    | 1995 SV60              | 25 septembre 1995     | Spacewatch                                                |
| 251679                    | 1995 TD3               | 15 octobre 1995       | Spacewatch                                                |
| 251680                    | 1995 TS4               | 15 octobre 1995       | Spacewatch                                                |
| 251681                    | 1995 UW17              | 18 octobre 1995       | Spacewatch                                                |
| 251682                    | 1995 US30              | 20 octobre 1995       | Spacewatch                                                |
| 251683                    | 1995 UY34              | 21 octobre 1995       | Spacewatch                                                |
| 251684                    | 1995 UL39              | 22 octobre 1995       | Spacewatch                                                |
| 251685                    | 1995 UC40              | 23 octobre 1995       | Spacewatch                                                |
| 251686                    | 1995 UF42              | 24 octobre 1995       | Spacewatch                                                |
| 251687                    | 1995 UR50              | 17 octobre 1995       | Spacewatch                                                |
| 251688                    | 1995 UX59              | 19 octobre 1995       | Spacewatch                                                |
| 251689                    | 1995 VV7               | 14 novembre 1995      | Spacewatch                                                |
| 251690                    | 1995 VJ8               | 14 novembre 1995      | Spacewatch                                                |
| 251691                    | 1995 VW17              | 15 novembre 1995      | Spacewatch                                                |
| 251692                    | 1995 WX12              | 16 novembre 1995      | Spacewatch                                                |
| 251693                    | 1995 WB15              | 17 novembre 1995      | Spacewatch                                                |
| 251694                    | 1995 WP27              | 19 novembre 1995      | Spacewatch                                                |
| 251695                    | 1995 WC33              | 20 novembre 1995      | Spacewatch                                                |
| 251696                    | 1995 YU6               | 16 décembre 1995      | Spacewatch                                                |
| 251697                    | 1996 AN18              | 13 janvier 1996       | Spacewatch                                                |
| 251698                    | 1996 DJ                | 18 février 1996       | Hartley, M.                                               |
| 251699                    | 1996 FA5               | 21 mars 1996          | Socorro                                                   |
| 251700                    | 1996 RK21              | 6 septembre 1996      | Spacewatch                                                |

### 251701-251800
| Nom    | Désignation provisoire | Date de la découverte | Découvreur                           |
| ------ | ---------------------- | --------------------- | ------------------------------------ |
| 251701 | 1996 TD16              | 4 octobre 1996        | Spacewatch                           |
| 251702 | 1996 TS16              | 4 octobre 1996        | Spacewatch                           |
| 251703 | 1996 TL18              | 4 octobre 1996        | Spacewatch                           |
| 251704 | 1996 TJ26              | 7 octobre 1996        | Spacewatch                           |
| 251705 | 1996 UJ                | 17 octobre 1996       | Comba, P. G.                         |
| 251706 | 1996 XZ11              | 4 décembre 1996       | Spacewatch                           |
| 251707 | 1996 XV29              | 14 décembre 1996      | Spacewatch                           |
| 251708 | 1996 XO32              | 15 décembre 1996      | Saji                                 |
| 251709 | 1997 AA5               | 2 janvier 1997        | Sato, N.                             |
| 251710 | 1997 CN2               | 2 février 1997        | Spacewatch                           |
| 251711 | 1997 CF11              | 3 février 1997        | Spacewatch                           |
| 251712 | 1997 CO16              | 9 février 1997        | Spacewatch                           |
| 251713 | 1997 ES16              | 5 mars 1997           | Spacewatch                           |
| 251714 | 1997 GK5               | 8 avril 1997          | Spacewatch                           |
| 251715 | 1997 GA10              | 3 avril 1997          | LINEAR                               |
| 251716 | 1997 GR10              | 3 avril 1997          | LINEAR                               |
| 251717 | 1997 HS10              | 30 avril 1997         | LINEAR                               |
| 251718 | 1997 SV18              | 28 septembre 1997     | Spacewatch                           |
| 251719 | 1997 ST20              | 28 septembre 1997     | Spacewatch                           |
| 251720 | 1997 SE32              | 25 septembre 1997     | Bickel, W.                           |
| 251721 | 1997 UO                | 19 octobre 1997       | Klet                                 |
| 251722 | 1997 US2               | 23 octobre 1997       | Spacewatch                           |
| 251723 | 1997 WZ3               | 20 novembre 1997      | Spacewatch                           |
| 251724 | 1997 WR25              | 20 novembre 1997      | Spacewatch                           |
| 251725 | 1998 BV19              | 22 janvier 1998       | Spacewatch                           |
| 251726 | 1998 DD1               | 18 février 1998       | Klet                                 |
| 251727 | 1998 FJ38              | 20 mars 1998          | LINEAR                               |
| 251728 | 1998 FA47              | 20 mars 1998          | LINEAR                               |
| 251729 | 1998 FN67              | 20 mars 1998          | LINEAR                               |
| 251730 | 1998 HG12              | 19 avril 1998         | Spacewatch                           |
| 251731 | 1998 HY24              | 17 avril 1998         | Spacewatch                           |
| 251732 | 1998 HG49              | 27 avril 1998         | Spacewatch                           |
| 251733 | 1998 HO86              | 21 avril 1998         | LINEAR                               |
| 251734 | 1998 KB12              | 27 mai 1998           | Spacewatch                           |
| 251735 | 1998 MO4               | 17 juin 1998          | Spacewatch                           |
| 251736 | 1998 MR16              | 27 juin 1998          | Spacewatch                           |
| 251737 | 1998 QK62              | 26 août 1998          | Beijing Schmidt CCD Asteroid Program |
| 251738 | 1998 QU87              | 24 août 1998          | LINEAR                               |
| 251739 | 1998 SH29              | 18 septembre 1998     | Spacewatch                           |
| 251740 | 1998 TG33              | 14 octobre 1998       | LONEOS                               |
| 251741 | 1998 UQ11              | 17 octobre 1998       | Spacewatch                           |
| 251742 | 1998 VD57              | 14 novembre 1998      | Spacewatch                           |
| 251743 | 1998 WO24              | 18 novembre 1998      | Buie, M. W.                          |
| 251744 | 1998 WS24              | 19 novembre 1998      | Buie, M. W.                          |
| 251745 | 1998 WK36              | 19 novembre 1998      | Spacewatch                           |
| 251746 | 1998 WL43              | 22 novembre 1998      | Spacewatch                           |
| 251747 | 1998 XJ2               | 8 décembre 1998       | Spacewatch                           |
| 251748 | 1998 XC11              | 15 décembre 1998      | ODAS                                 |
| 251749 | 1998 XR49              | 14 décembre 1998      | LINEAR                               |
| 251750 | 1998 YN21              | 26 décembre 1998      | Spacewatch                           |
| 251751 | 1999 AX12              | 7 janvier 1999        | Spacewatch                           |
| 251752 | 1999 AP13              | 7 janvier 1999        | Spacewatch                           |
| 251753 | 1999 AX14              | 8 janvier 1999        | Spacewatch                           |
| 251754 | 1999 AA17              | 11 janvier 1999       | Spacewatch                           |
| 251755 | 1999 CG34              | 10 février 1999       | LINEAR                               |
| 251756 | 1999 CU90              | 10 février 1999       | LINEAR                               |
| 251757 | 1999 CL107             | 12 février 1999       | LINEAR                               |
| 251758 | 1999 CL115             | 12 février 1999       | LINEAR                               |
| 251759 | 1999 CE145             | 8 février 1999        | Spacewatch                           |
| 251760 | 1999 FO2               | 16 mars 1999          | Spacewatch                           |
| 251761 | 1999 FN6               | 17 mars 1999          | ODAS                                 |
| 251762 | 1999 FS12              | 18 mars 1999          | Spacewatch                           |
| 251763 | 1999 FX16              | 23 mars 1999          | Spacewatch                           |
| 251764 | 1999 GV61              | 9 avril 1999          | LONEOS                               |
| 251765 | 1999 JS4               | 10 mai 1999           | LINEAR                               |
| 251766 | 1999 JC5               | 10 mai 1999           | LINEAR                               |
| 251767 | 1999 JK75              | 13 mai 1999           | LINEAR                               |
| 251768 | 1999 JF98              | 12 mai 1999           | LINEAR                               |
| 251769 | 1999 NP1               | 12 juillet 1999       | LINEAR                               |
| 251770 | 1999 NM7               | 13 juillet 1999       | LINEAR                               |
| 251771 | 1999 RP2               | 6 septembre 1999      | CSS                                  |
| 251772 | 1999 RL5               | 3 septembre 1999      | Spacewatch                           |
| 251773 | 1999 RF7               | 3 septembre 1999      | Spacewatch                           |
| 251774 | 1999 RG10              | 7 septembre 1999      | LINEAR                               |
| 251775 | 1999 RQ12              | 7 septembre 1999      | LINEAR                               |
| 251776 | 1999 RZ21              | 7 septembre 1999      | LINEAR                               |
| 251777 | 1999 RC67              | 7 septembre 1999      | LINEAR                               |
| 251778 | 1999 RM69              | 7 septembre 1999      | LINEAR                               |
| 251779 | 1999 RL70              | 7 septembre 1999      | LINEAR                               |
| 251780 | 1999 RV82              | 7 septembre 1999      | LINEAR                               |
| 251781 | 1999 RL106             | 8 septembre 1999      | LINEAR                               |
| 251782 | 1999 RQ147             | 9 septembre 1999      | LINEAR                               |
| 251783 | 1999 RD148             | 9 septembre 1999      | LINEAR                               |
| 251784 | 1999 RN185             | 9 septembre 1999      | LINEAR                               |
| 251785 | 1999 RP186             | 9 septembre 1999      | LINEAR                               |
| 251786 | 1999 RB207             | 8 septembre 1999      | LINEAR                               |
| 251787 | 1999 RP208             | 8 septembre 1999      | LINEAR                               |
| 251788 | 1999 RM212             | 8 septembre 1999      | LINEAR                               |
| 251789 | 1999 RZ222             | 7 septembre 1999      | CSS                                  |
| 251790 | 1999 RM228             | 8 septembre 1999      | CSS                                  |
| 251791 | 1999 SA12              | 30 septembre 1999     | CSS                                  |
| 251792 | 1999 SY20              | 30 septembre 1999     | Spacewatch                           |
| 251793 | 1999 SD23              | 30 septembre 1999     | Spacewatch                           |
| 251794 | 1999 SL23              | 30 septembre 1999     | Spacewatch                           |
| 251795 | 1999 TU2               | 2 octobre 1999        | Spacewatch                           |
| 251796 | 1999 TO9               | 8 octobre 1999        | Korlevic, K., Juric, M.              |
| 251797 | 1999 TS21              | 2 octobre 1999        | Spacewatch                           |
| 251798 | 1999 TG35              | 4 octobre 1999        | LINEAR                               |
| 251799 | 1999 TK36              | 12 octobre 1999       | LONEOS                               |
| 251800 | 1999 TY37              | 1er octobre 1999      | CSS                                  |

### 251801-251900
| Nom    | Désignation provisoire | Date de la découverte | Découvreur               |
| ------ | ---------------------- | --------------------- | ------------------------ |
| 251801 | 1999 TL48              | 4 octobre 1999        | Spacewatch               |
| 251802 | 1999 TQ51              | 4 octobre 1999        | Spacewatch               |
| 251803 | 1999 TV51              | 4 octobre 1999        | Spacewatch               |
| 251804 | 1999 TY53              | 6 octobre 1999        | Spacewatch               |
| 251805 | 1999 TT54              | 6 octobre 1999        | Spacewatch               |
| 251806 | 1999 TO59              | 7 octobre 1999        | Spacewatch               |
| 251807 | 1999 TK60              | 7 octobre 1999        | Spacewatch               |
| 251808 | 1999 TD61              | 7 octobre 1999        | Spacewatch               |
| 251809 | 1999 TS62              | 7 octobre 1999        | Spacewatch               |
| 251810 | 1999 TR66              | 8 octobre 1999        | Spacewatch               |
| 251811 | 1999 TP73              | 10 octobre 1999       | Spacewatch               |
| 251812 | 1999 TF76              | 10 octobre 1999       | Spacewatch               |
| 251813 | 1999 TY76              | 10 octobre 1999       | Spacewatch               |
| 251814 | 1999 TC77              | 10 octobre 1999       | Spacewatch               |
| 251815 | 1999 TP79              | 11 octobre 1999       | Spacewatch               |
| 251816 | 1999 TO81              | 12 octobre 1999       | Spacewatch               |
| 251817 | 1999 TG94              | 2 octobre 1999        | LINEAR                   |
| 251818 | 1999 TY109             | 4 octobre 1999        | LINEAR                   |
| 251819 | 1999 TP135             | 6 octobre 1999        | LINEAR                   |
| 251820 | 1999 TD145             | 7 octobre 1999        | LINEAR                   |
| 251821 | 1999 TY161             | 9 octobre 1999        | LINEAR                   |
| 251822 | 1999 TQ164             | 10 octobre 1999       | LINEAR                   |
| 251823 | 1999 TS164             | 10 octobre 1999       | LINEAR                   |
| 251824 | 1999 TJ177             | 10 octobre 1999       | LINEAR                   |
| 251825 | 1999 TH179             | 10 octobre 1999       | LINEAR                   |
| 251826 | 1999 TK179             | 10 octobre 1999       | LINEAR                   |
| 251827 | 1999 TS192             | 12 octobre 1999       | LINEAR                   |
| 251828 | 1999 TE195             | 12 octobre 1999       | LINEAR                   |
| 251829 | 1999 TJ196             | 12 octobre 1999       | LINEAR                   |
| 251830 | 1999 TY198             | 12 octobre 1999       | LINEAR                   |
| 251831 | 1999 TS202             | 13 octobre 1999       | LINEAR                   |
| 251832 | 1999 TW209             | 14 octobre 1999       | LINEAR                   |
| 251833 | 1999 TE212             | 15 octobre 1999       | LINEAR                   |
| 251834 | 1999 TD213             | 15 octobre 1999       | LINEAR                   |
| 251835 | 1999 TB214             | 15 octobre 1999       | LINEAR                   |
| 251836 | 1999 TR214             | 15 octobre 1999       | LINEAR                   |
| 251837 | 1999 TS217             | 15 octobre 1999       | LINEAR                   |
| 251838 | 1999 TV246             | 6 octobre 1999        | LINEAR                   |
| 251839 | 1999 TB250             | 9 octobre 1999        | CSS                      |
| 251840 | 1999 TS255             | 9 octobre 1999        | Spacewatch               |
| 251841 | 1999 TL259             | 9 octobre 1999        | LINEAR                   |
| 251842 | 1999 TE262             | 13 octobre 1999       | LINEAR                   |
| 251843 | 1999 TY263             | 15 octobre 1999       | Spacewatch               |
| 251844 | 1999 TV267             | 3 octobre 1999        | LINEAR                   |
| 251845 | 1999 TX271             | 3 octobre 1999        | LINEAR                   |
| 251846 | 1999 TJ294             | 1er octobre 1999      | Spacewatch               |
| 251847 | 1999 TD298             | 1er octobre 1999      | CSS                      |
| 251848 | 1999 TB306             | 6 octobre 1999        | LINEAR                   |
| 251849 | 1999 TA312             | 8 octobre 1999        | Spacewatch               |
| 251850 | 1999 TN321             | 12 octobre 1999       | LINEAR                   |
| 251851 | 1999 TG333             | 13 octobre 1999       | Sloan Digital Sky Survey |
| 251852 | 1999 UD10              | 31 octobre 1999       | LINEAR                   |
| 251853 | 1999 UW14              | 29 octobre 1999       | CSS                      |
| 251854 | 1999 UB21              | 31 octobre 1999       | Spacewatch               |
| 251855 | 1999 UX22              | 31 octobre 1999       | Spacewatch               |
| 251856 | 1999 UA30              | 31 octobre 1999       | Spacewatch               |
| 251857 | 1999 UT31              | 31 octobre 1999       | Spacewatch               |
| 251858 | 1999 UW31              | 31 octobre 1999       | Spacewatch               |
| 251859 | 1999 UG32              | 31 octobre 1999       | Spacewatch               |
| 251860 | 1999 UL34              | 31 octobre 1999       | Spacewatch               |
| 251861 | 1999 UW39              | 31 octobre 1999       | Spacewatch               |
| 251862 | 1999 UO40              | 16 octobre 1999       | LINEAR                   |
| 251863 | 1999 UL53              | 19 octobre 1999       | Spacewatch               |
| 251864 | 1999 UX58              | 30 octobre 1999       | LINEAR                   |
| 251865 | 1999 VY12              | 1er novembre 1999     | LINEAR                   |
| 251866 | 1999 VY13              | 2 novembre 1999       | LINEAR                   |
| 251867 | 1999 VV16              | 2 novembre 1999       | Spacewatch               |
| 251868 | 1999 VL17              | 2 novembre 1999       | Spacewatch               |
| 251869 | 1999 VO17              | 2 novembre 1999       | Spacewatch               |
| 251870 | 1999 VB18              | 2 novembre 1999       | Spacewatch               |
| 251871 | 1999 VE18              | 2 novembre 1999       | Spacewatch               |
| 251872 | 1999 VP18              | 2 novembre 1999       | Spacewatch               |
| 251873 | 1999 VM31              | 3 novembre 1999       | LINEAR                   |
| 251874 | 1999 VV42              | 4 novembre 1999       | Spacewatch               |
| 251875 | 1999 VQ44              | 4 novembre 1999       | CSS                      |
| 251876 | 1999 VK46              | 3 novembre 1999       | LINEAR                   |
| 251877 | 1999 VE52              | 3 novembre 1999       | LINEAR                   |
| 251878 | 1999 VE54              | 4 novembre 1999       | LINEAR                   |
| 251879 | 1999 VW59              | 4 novembre 1999       | LINEAR                   |
| 251880 | 1999 VM70              | 4 novembre 1999       | LINEAR                   |
| 251881 | 1999 VN71              | 4 novembre 1999       | LINEAR                   |
| 251882 | 1999 VU73              | 1er novembre 1999     | Spacewatch               |
| 251883 | 1999 VB76              | 5 novembre 1999       | Spacewatch               |
| 251884 | 1999 VF77              | 5 novembre 1999       | Spacewatch               |
| 251885 | 1999 VT79              | 4 novembre 1999       | LINEAR                   |
| 251886 | 1999 VV86              | 7 novembre 1999       | LINEAR                   |
| 251887 | 1999 VT89              | 5 novembre 1999       | LINEAR                   |
| 251888 | 1999 VK94              | 9 novembre 1999       | LINEAR                   |
| 251889 | 1999 VR94              | 9 novembre 1999       | LINEAR                   |
| 251890 | 1999 VE96              | 9 novembre 1999       | LINEAR                   |
| 251891 | 1999 VZ101             | 9 novembre 1999       | LINEAR                   |
| 251892 | 1999 VT103             | 9 novembre 1999       | LINEAR                   |
| 251893 | 1999 VG105             | 9 novembre 1999       | LINEAR                   |
| 251894 | 1999 VO107             | 9 novembre 1999       | LINEAR                   |
| 251895 | 1999 VL108             | 9 novembre 1999       | LINEAR                   |
| 251896 | 1999 VG111             | 9 novembre 1999       | LINEAR                   |
| 251897 | 1999 VG112             | 9 novembre 1999       | LINEAR                   |
| 251898 | 1999 VQ112             | 9 novembre 1999       | LINEAR                   |
| 251899 | 1999 VE120             | 4 novembre 1999       | Spacewatch               |
| 251900 | 1999 VV120             | 4 novembre 1999       | Spacewatch               |

### 251901-252000
| Nom    | Désignation provisoire | Date de la découverte | Découvreur   |
| ------ | ---------------------- | --------------------- | ------------ |
| 251901 | 1999 VY120             | 4 novembre 1999       | Spacewatch   |
| 251902 | 1999 VV121             | 4 novembre 1999       | Spacewatch   |
| 251903 | 1999 VF122             | 4 novembre 1999       | Spacewatch   |
| 251904 | 1999 VY122             | 5 novembre 1999       | Spacewatch   |
| 251905 | 1999 VV133             | 10 novembre 1999      | Spacewatch   |
| 251906 | 1999 VX134             | 10 novembre 1999      | Spacewatch   |
| 251907 | 1999 VB137             | 12 novembre 1999      | LINEAR       |
| 251908 | 1999 VU141             | 10 novembre 1999      | Spacewatch   |
| 251909 | 1999 VE143             | 14 novembre 1999      | Spacewatch   |
| 251910 | 1999 VG147             | 12 novembre 1999      | LINEAR       |
| 251911 | 1999 VT147             | 14 novembre 1999      | LINEAR       |
| 251912 | 1999 VV147             | 14 novembre 1999      | LINEAR       |
| 251913 | 1999 VJ153             | 11 novembre 1999      | Spacewatch   |
| 251914 | 1999 VQ154             | 12 novembre 1999      | Spacewatch   |
| 251915 | 1999 VJ155             | 15 novembre 1999      | Spacewatch   |
| 251916 | 1999 VO155             | 9 novembre 1999       | LINEAR       |
| 251917 | 1999 VR156             | 12 novembre 1999      | LINEAR       |
| 251918 | 1999 VV158             | 14 novembre 1999      | LINEAR       |
| 251919 | 1999 VQ163             | 14 novembre 1999      | LINEAR       |
| 251920 | 1999 VR165             | 14 novembre 1999      | LINEAR       |
| 251921 | 1999 VR179             | 6 novembre 1999       | LINEAR       |
| 251922 | 1999 VH193             | 1er novembre 1999     | CSS          |
| 251923 | 1999 VO195             | 3 novembre 1999       | CSS          |
| 251924 | 1999 VT195             | 3 novembre 1999       | LONEOS       |
| 251925 | 1999 VW204             | 10 novembre 1999      | Spacewatch   |
| 251926 | 1999 VZ204             | 10 novembre 1999      | Spacewatch   |
| 251927 | 1999 VE206             | 12 novembre 1999      | LINEAR       |
| 251928 | 1999 VO206             | 9 novembre 1999       | CSS          |
| 251929 | 1999 VE209             | 14 novembre 1999      | LINEAR       |
| 251930 | 1999 VA210             | 12 novembre 1999      | LINEAR       |
| 251931 | 1999 VQ210             | 13 novembre 1999      | CSS          |
| 251932 | 1999 VW210             | 13 novembre 1999      | CSS          |
| 251933 | 1999 VS216             | 1er novembre 1999     | Spacewatch   |
| 251934 | 1999 VN217             | 5 novembre 1999       | LINEAR       |
| 251935 | 1999 VR219             | 5 novembre 1999       | Spacewatch   |
| 251936 | 1999 VM225             | 5 novembre 1999       | LINEAR       |
| 251937 | 1999 WN8               | 29 novembre 1999      | Donati, S.   |
| 251938 | 1999 WD11              | 30 novembre 1999      | Spacewatch   |
| 251939 | 1999 WG14              | 28 novembre 1999      | Spacewatch   |
| 251940 | 1999 WT15              | 29 novembre 1999      | Spacewatch   |
| 251941 | 1999 WT18              | 30 novembre 1999      | Spacewatch   |
| 251942 | 1999 WR25              | 29 novembre 1999      | Spacewatch   |
| 251943 | 1999 XY8               | 5 décembre 1999       | LINEAR       |
| 251944 | 1999 XR23              | 6 décembre 1999       | LINEAR       |
| 251945 | 1999 XX44              | 7 décembre 1999       | LINEAR       |
| 251946 | 1999 XV56              | 7 décembre 1999       | LINEAR       |
| 251947 | 1999 XG62              | 7 décembre 1999       | LINEAR       |
| 251948 | 1999 XA65              | 7 décembre 1999       | LINEAR       |
| 251949 | 1999 XL66              | 7 décembre 1999       | LINEAR       |
| 251950 | 1999 XL79              | 7 décembre 1999       | LINEAR       |
| 251951 | 1999 XE80              | 7 décembre 1999       | LINEAR       |
| 251952 | 1999 XM91              | 7 décembre 1999       | LINEAR       |
| 251953 | 1999 XX94              | 7 décembre 1999       | LINEAR       |
| 251954 | 1999 XV106             | 4 décembre 1999       | CSS          |
| 251955 | 1999 XR129             | 12 décembre 1999      | LINEAR       |
| 251956 | 1999 XC145             | 7 décembre 1999       | Spacewatch   |
| 251957 | 1999 XN228             | 14 décembre 1999      | Spacewatch   |
| 251958 | 1999 XL241             | 8 décembre 1999       | LINEAR       |
| 251959 | 1999 XL243             | 3 décembre 1999       | Spacewatch   |
| 251960 | 1999 XO247             | 6 décembre 1999       | Spacewatch   |
| 251961 | 1999 XV254             | 12 décembre 1999      | Spacewatch   |
| 251962 | 1999 XT258             | 5 décembre 1999       | Spacewatch   |
| 251963 | 1999 XH261             | 5 décembre 1999       | LONEOS       |
| 251964 | 1999 YL6               | 30 décembre 1999      | LINEAR       |
| 251965 | 1999 YD7               | 30 décembre 1999      | LINEAR       |
| 251966 | 2000 AJ1               | 2 janvier 2000        | LINEAR       |
| 251967 | 2000 AY44              | 5 janvier 2000        | Spacewatch   |
| 251968 | 2000 AK73              | 5 janvier 2000        | LINEAR       |
| 251969 | 2000 AV89              | 5 janvier 2000        | LINEAR       |
| 251970 | 2000 AQ92              | 2 janvier 2000        | LINEAR       |
| 251971 | 2000 AN150             | 8 janvier 2000        | LINEAR       |
| 251972 | 2000 AW157             | 3 janvier 2000        | LINEAR       |
| 251973 | 2000 AQ170             | 7 janvier 2000        | LINEAR       |
| 251974 | 2000 AR216             | 8 janvier 2000        | Spacewatch   |
| 251975 | 2000 AG218             | 8 janvier 2000        | Spacewatch   |
| 251976 | 2000 AB223             | 9 janvier 2000        | Spacewatch   |
| 251977 | 2000 AG226             | 12 janvier 2000       | Spacewatch   |
| 251978 | 2000 AR240             | 7 janvier 2000        | LINEAR       |
| 251979 | 2000 AU244             | 8 janvier 2000        | LINEAR       |
| 251980 | 2000 BE                | 16 janvier 2000       | Korlevic, K. |
| 251981 | 2000 CC57              | 5 février 2000        | LINEAR       |
| 251982 | 2000 CP64              | 3 février 2000        | LINEAR       |
| 251983 | 2000 CR100             | 10 février 2000       | Spacewatch   |
| 251984 | 2000 CK131             | 3 février 2000        | Spacewatch   |
| 251985 | 2000 DW10              | 26 février 2000       | Spacewatch   |
| 251986 | 2000 DR11              | 27 février 2000       | Spacewatch   |
| 251987 | 2000 DS11              | 27 février 2000       | Spacewatch   |
| 251988 | 2000 DQ76              | 29 février 2000       | LINEAR       |
| 251989 | 2000 DY109             | 29 février 2000       | LINEAR       |
| 251990 | 2000 ER25              | 8 mars 2000           | Spacewatch   |
| 251991 | 2000 ET52              | 3 mars 2000           | Spacewatch   |
| 251992 | 2000 EO53              | 8 mars 2000           | Spacewatch   |
| 251993 | 2000 EX66              | 10 mars 2000          | LINEAR       |
| 251994 | 2000 EO98              | 9 mars 2000           | Spacewatch   |
| 251995 | 2000 EQ98              | 9 mars 2000           | Spacewatch   |
| 251996 | 2000 EY114             | 10 mars 2000          | Spacewatch   |
| 251997 | 2000 EG115             | 10 mars 2000          | Spacewatch   |
| 251998 | 2000 EY125             | 11 mars 2000          | LONEOS       |
| 251999 | 2000 EN126             | 11 mars 2000          | LONEOS       |
| 252000 | 2000 EK136             | 12 mars 2000          | CSS          |

## Sources
- (en) Base de données du Centre des planètes mineures